# Kleinbettlingen
Kleinbettlingen ist ein Ortsteil der Gemeinde Bempflingen im Landkreis Esslingen in Baden-Württemberg.

## Geographie
Kleinbettlingen liegt etwa einen Kilometer östlich von Bempflingen in Richtung Grafenberg. Nachbarorte sind im Norden Großbettlingen, im Osten Grafenberg, im Süden Riederich und im Westen Bempflingen.

## Geschichte

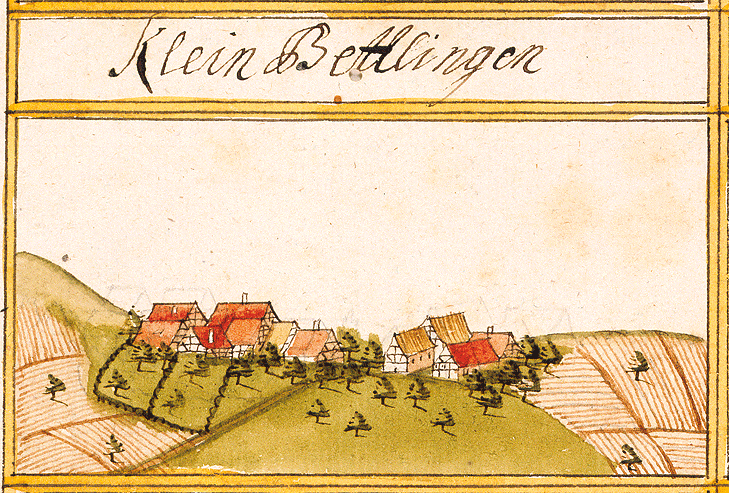
Kleinbettlingen 1683/1685 im Kieserschen Forstlagerbuch

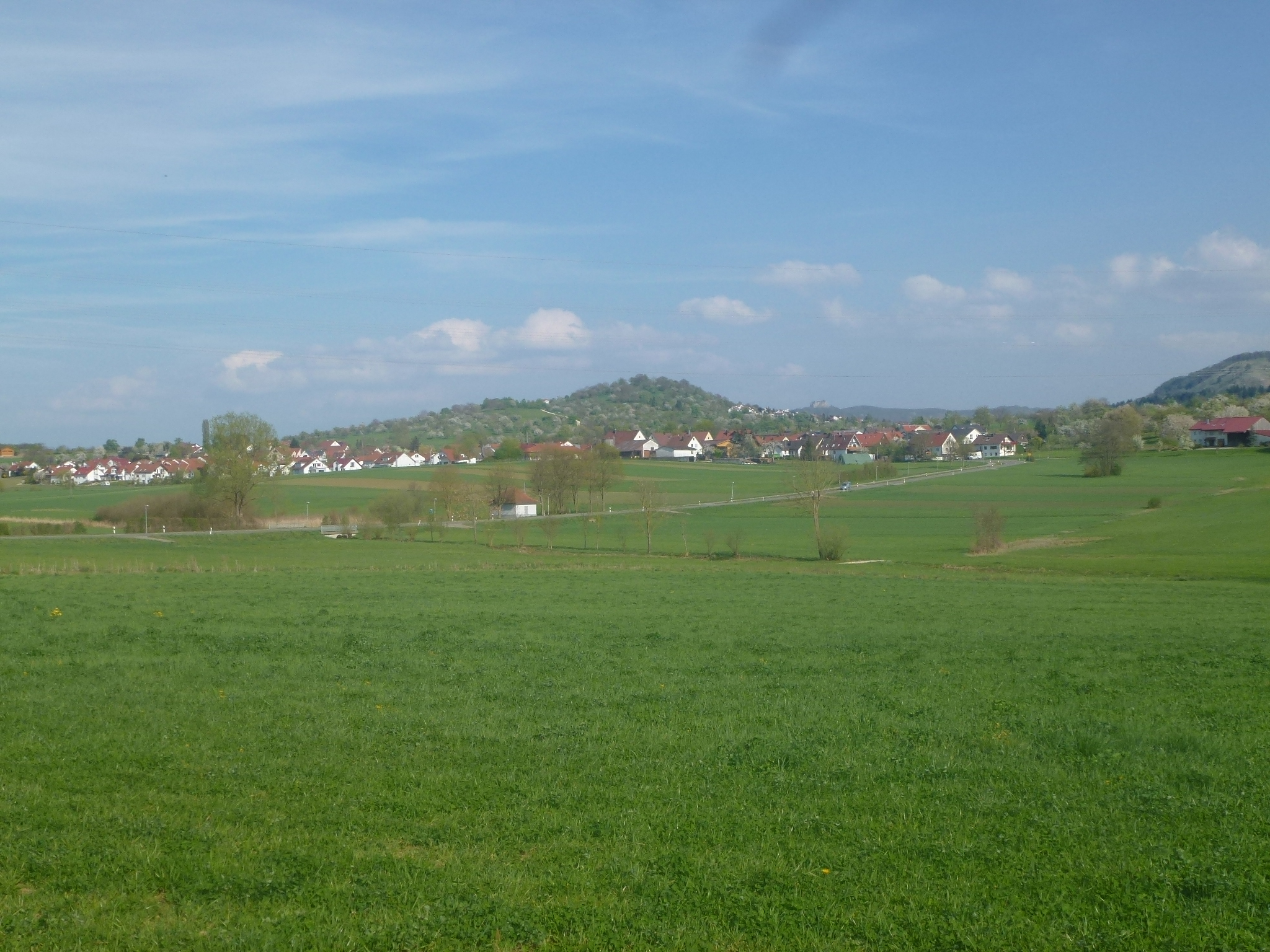
Kleinbettlingen, dahinter der Grafenberg

Der geringe Umfang der Dorfmarkung lässt darauf schließen, dass Kleinbettlingen nicht schon bei der Landnahme, sondern erst in der Aufbauzeit des 7./8. Jahrhunderts von Großbettlingen aus besiedelt wurde. Der Name leitet sich vom Vornamen Badulo ab. Der Name des Ortes wird erstmals 1313 als Clainbaettelingen urkundlich eindeutig erwähnt. Davor bestehende schriftliche Überlieferungen benennen nur Batilingin oder auch Bettilingen, damit ist eine eindeutige Unterscheidung von der Gemeinde Großbettlingen nicht möglich. Kleinbettlingen gehörte ins Gericht nach Grafenberg und ging sehr wahrscheinlich Mitte des 13. Jahrhunderts mit der Grafschaft Urach an die Grafen von Württemberg über, gehörte dann zum altwürttembergischen Amt Neuffen bis zu dessen Aufhebung im Jahr 1806.
Der Dreißigjährige Krieg (1618–1648) machte sich nach der Nördlinger Schlacht 1634 auch in Kleinbettlingen bemerkbar. Plünderungen und die Pest sorgten dafür, dass der Ort über 12 Jahre unbewohnt lag. Noch 1654 gab es erst wieder 27 Einwohner.
Kirchlich gehörte Kleinbettlingen, in dem mindestens seit der Reformation nie eine eigene Kirche oder Kapelle stand, schon im Mittelalter zur Pfarrei Bempflingen (Dekanat Urach).
Am 1. Januar 1972 wurde Kleinbettlingen nach Bempflingen eingemeindet.

### Einwohnerentwicklung
Die Einwohnerzahlen sind Volkszählungsergebnisse
| Jahr | Einwohnerzahl |
| ---- | ------------- |
| 1834 | 197           |
| 1852 | 274           |
| 1885 | 249           |
| 1925 | 215           |
| 1939 | 194           |
| 1950 | 270           |
| 1961 | 223           |
| 1970 | 294           |

## Politik

### Wappen
Das 1952 angenommene Ortswappen zeigt in gespaltenem Schild vorn in Silber ein rotes K (→ Initialwappen), hinten in Rot eine silberne Pflugschar.

## Wirtschaft und Infrastruktur

### Verkehr
Kleinbettlingen ist durch die K 1259 an Bempflingen und Grafenberg angeschlossen.
Die nächste Bahnstation, der Haltepunkt Bempflingen, liegt einen Kilometer entfernt an der Bahnstrecke Plochingen–Immendingen. Er wird allerdings nur noch von Regionalbahnen bedient.

### Öffentliche Einrichtungen
In Kleinbettlingen gibt es das ehemalige Rathaus, das allerdings keine öffentliche Nutzung mehr hat. Außerdem besteht ein Kindergarten.